# Z 450
,,
Le Z 450 est un chasse-neige rotatif à voie métrique de la ligne de Saint-Gervais-Vallorcine à traction électrique et alimenté par troisième rail.

## Description
Malgré l'efficacité des deux chasse-neige automoteurs à éperon ZS 10450 et ZS 10451, ils éprouvent des difficultés à déneiger la ligne en amont des Tines. En effet, l'enneigement moyen à Montroc au début du XXe siècle est de 7,30 m. Les ateliers d’Oullins (PLM) sont donc chargés de construire un chasse-neige rotatif, afin de permettre le dégagement complet de la ligne pour pouvoir l'ouvrir intégralement également en période hivernale.
Sa structure est proche de celle des autres véhicules automoteurs de la ligne : en effet, il est construit sur la même base de truck moteur que les Z 200 et ZS 10000, composé de deux longerons sur lequel sont fixés les deux essieux moteurs, avec toutefois quelques modifications, par exemple, il dispose de huit frotteurs pour le troisième rail au lieu de quatre, de façon à assurer la prise de courant même dans des conditions difficiles. Sur ce truck moteur est fixée une caisse métallique qui accueille un poste de conduite et le moteur électrique de la turbine. Ce troisième moteur développe 257 kW en régime permanent, et peut monter jusqu’à 442 kW pendant de courtes périodes de quelques minutes. La turbine, composée de 10 pales orientables, fait quant à elle 2,40 m de diamètre, et est enchâssée dans un carter métallique. Les pales rejettent la neige dans le carter par force centrifuge, et une tuyère orientable collecte ensuite la neige pour l’évacuer en jet d’un côté ou de l'autre de la voie.
Lors de l'arrivée des Z 600 à la fin des années 1950, la tension d'alimentation de la ligne est relevée de 600 V à 850 V, et le Z 450 y est donc adapté.
Immatriculé ECNRf 1 (E pour matériel électrique automoteur, CNR pour Chasse-Neige Rotatif, f pour signaler que le véhicule est muni d’une plate-forme permettant de commander directement le régulateur électrique pour les manœuvres, et 1 pour le numéro du véhicule dans la série ECNRf) par le PLM, cet engin entre en service en 1922. Il est apte à circuler à 20 km/h en acheminement, et travaille à la vitesse de 15 km/h si la neige est poudreuse, et à 8 km/h si elle est humide. N'étant pas équipé pour assurer le déboudinage, c'est-à-dire pour retirer la neige située entre les deux rails avant qu'elle ne se tasse et se transforme en glace, ce qui peut causer des déraillements, il est suivi à partir de 1938 par un engin spécialement construit pour assurer cette mission par les agents du dépôt de la gare de Saint-Gervais, et à partir de 1958 par le couplage Z 205 et Z 208 modifié pour assurer cette mission en remplacement du précédent engin. Après intégration au parc SNCF à la suite de la nationalisation en 1938 sous le numéro Z 450 (Z pour automoteur), ce chasse-neige est resté en service jusqu’à l’arrivée du CN 4 en 1984, date à laquelle il est radié.

## Préservation
Une fois sa carrière achevée, il est remisé en 1984, puis classé Monument Historique en juin 1986, avant d'être confié en 1987 par la SNCF au Chemin de fer de la Mure et transféré en gare de Saint-Georges-de-Commiers afin d’intégrer un musée des chemins de fer de montagne, qui n’a finalement jamais vu le jour. Il est depuis resté abandonné en extérieur et en très mauvais état dans cette gare, en compagnie d'autres anciens matériels de la ligne de Saint-Gervais-Vallorcine. Il a cependant été récupéré en juin 2022 par le Chemin de Fer de Bon Repos (CFBR).